# Brdárka
Brdárka (in ungherese Berdárka) è un comune della Slovacchia facente parte del distretto di Rožňava, nella regione di Košice.